# ديفيد ترينيداد
ديفيد ترينيداد (بالإنجليزية: David Trinidad)‏ هو شاعر أمريكي، ولد في 1953.